# شانه‌موش مندوزا
شانه‌موش مندوزا (نام علمی: Ctenomys mendocinus) نام یک گونه از سرده شانه‌موش است.